# Programas para procesamiento de nubes de puntos
Descripción general de los programas para el procesamiento nubes de puntos 3D a partir de Fotos apropiadas o topografías con escáneres láser.

## Programas para la creación fotogramétrica de nubes de puntos
Los programas crean nubes de puntos sobre la base de fotos apropiadas para procesarlas en modelos 3D, como por ejemplo mallados.
| Nombre del producto | Fabricante     | Fotogrametría | Importación de datos de escaneo | Formatos de importación | Procesamiento | Formatos de exportación                     | Sistemas operativos   |
| ------------------- | -------------- | ------------- | ------------------------------- | ----------------------- | ------------- | ------------------------------------------- | --------------------- |
| 123D Catch          | Autodesk       | sí            | no                              | foto                    | mallado       | nube Autodesk                               | Android, Mac, Windows |
| Agisoft PhotoScan   | Agisoft        | sí            | no                              | foto                    | mallado       | información de punto, DSM/DTM               | Windows               |
| APS                 | Menci Software | sí            | no                              | foto                    | mallado       | información de punto, DSM/DTM, formatos CAD | Windows               |
| Pix4Dmapper         | Pix4D          | sí            | no                              | foto                    | mallado       | información de punto, DTM, formatos CAD     | Windows               |

## Programas para la importación de datos del escáner láser como nubes de puntos
Los programas pueden importar datos de escáneres láser o nubes de puntos para preprocesarlos por modelado 3D.
| Nombre del producto | Fabricante        | Fotogrametría | Importación de datos de escaneo                                           | Formatos de importación                      | Procesamiento                                                      | Formatos de exportación                                                                                    | Sistemas operativos       |
| ------------------- | ----------------- | ------------- | ------------------------------------------------------------------------- | -------------------------------------------- | ------------------------------------------------------------------ | --- | ------------------------- |
| FARO Scene          | FARO Technologies | no            | sólo FARO                                                                 | escáneres FARO                               | mallado                                                            | informaciones de punto, formatos CAD                                                                       | Windows                   |
| Trimble RealWorks   | Trimble           | no            | Faro (nativo), Trimble (nativo) importa otros formatos de nube de puntos. | varios fabricantes, XYZ, PTX, PTS, E57, etc. | mallado, geometrías, piping, perfiles metálicos normalizados, etc. | exporta a casi cualquier formato tanto nubes de puntos como geometrías: dwg, dxf, dgn, PTX, E57, POD, etc. | Windows                   |
| Leica CYCLONE       | Leica Geosystems  | no            | sólo Leica                                                                | escáneres Leica                              | mallado                                                            | informaciones de punto, formatos CAD                                                                       | Windows                   |
| PointSense          | kubit / Faro      | no            | Faro et al.                                                               | varios escáneres, XYZ, E57                   | mallado                                                            | AutoCAD | Plug-in AutoCAD (Windows) |
| PointCab            | PointCab          | no            | fabricante independiente                                                  | varios escáneres, XYZ, E57                   | layouts, perfiles, mallado                                         | informaciones de punto, formatos CAD                                                                       | Windows                   |
| ReCap               | Autodesk          | no            | fabricante independiente                                                  | XYZ, E57                                     | mallado                                                            | AutoCAD | Plug-in AutoCAD (Windows) |
| LFM Software        | LFM               | no            | sólo ZFC (Zoller + Fröhlich)                                              | escáneres Z+F                                | mallado                                                            | informaciones de punto, formatos CAD                                                                       | Windows                   |
| Scalypso            | IB Dr. Koenig     | no            | fabricante independiente                                                  | varios escáneres, XYZ, E57                   | meshing, 3D geometric objects                                      | informaciones de punto, Allplan, AutoCAD, HiCAD, Microstation                                              | Windows                   |